# Хинкл, Флоренс
Флоренс Хинкл (англ. Florence Hinkle; 22 июня 1885—19 апреля 1933) — американская оперная певица (сопрано).

## Биография
Родилась в Колумбии, в штате Пенсильвания. Гастролировала вместе с труппой «Метрополитен-опера». В 1915 году выступила в Ричмонде, в штате Виргиния. В 1919 году дебютировала в Нью-Йорке, выступив в Эолиан-холле. Скончалась 19 апреля 1933 в Цинциннати, в штате Огайо, в возрасте 47 лет.

## Личная жизнь
20 июня 1916 года вышла замуж за Герберта Уизерспуна, который ранее был женат. Он умер в 1935 году после того как был назначен генеральным менеджером «Метрополитан-опера», сменив на этой должности Гулио Гатти-Газару. После его смерти Библиотека Конгресса приобрела права на музыкальные рукописи Флоренс Хинкл.